# Christa Drmota
Christa Drmota (* 26. Dezember 1945 in Köln; † 24. Mai 2019) war eine deutsche Liedtexterin.

## Leben
Christa Drmota machte nach der Volksschule eine Lehre als Hotel- und Gaststättengehilfin. Danach schlug sie eine kaufmännische Laufbahn ein, arbeitete als Personal- und Finanzbuchhalterin und später als Prokuristin. Bereits während ihrer Schulzeit begann sie mit dem Schreiben in Kölscher Mundart.
In den 1990er Jahren gründete sie die Kindertheatergruppe Heider Kirchenmäuschen und leitete sie zehn Jahre. In dieser Zeit führte sie mit Kindern im Alter von 3 bis 16 Jahren insgesamt 15 Musicals auf, bei denen sie Regie führte, Kostüme schneiderte, Bühnenbilder entwarf und ihr erstes Lied textete: Traumwelt der Kinder. Die Erstauflage dieses Titels betrug 10.000, gesungen von der Kölner Benefiz-Band, bestehend aus Moshe Fleischer, Toni Polster, Karl-Heinz Brandt, Sven West, Hella von Sinnen, Festkomitee-Präsident Hans Horst Engels, den Sophisticats und Detlef Lauenstein. Zwei weitere Auflagen folgten. Mit dem Titel Marieche hielten sich Die Cöllner dreizehn Wochen in der Rotation von WDR4.
Ab 2009 gehörte Christa Drmota der Celler Schule an. Sie war verheiratet, lebte in Köln und  starb im Mai 2019. Sie wurde auf dem Friedhof in Köln-Wahn beigesetzt.

## Interpreten, Komponisten und Co-Texter
Christa Drmota schrieb für Klaus und Klaus, Die Cöllner, die Cappuccinos, Schlagerfeuer, den Kölner Jugendchor St. Stephan, Die Butterflys, Oliver Hoff, die Kölner Benefizband, den Kinderchor der Hauptschule Großer Griechenmarkt, Detlef Lauenstein, Kölsche Stääne, Lucky Kids und Tommy Walter.
Sie arbeitete mit Willy Klüter, Hans Knipp, Georg Wolff (Leiter der Bückeburger Big Band), Sepp Ferner und Micky Nauber (Domstürmer).